# Los Angeles Rams 2023
La stagione 2023 dei Los Angeles Rams è stata la 86ª della franchigia nella National Football League, la 56ª nell'area metropolitana di Los Angeles e la settima con Sean McVay come capo-allenatore.
Malgrado l'avere faticato con un record di 3-6 nella prima metà della stagione, la squadra vinse sette delle ultime otto gare, migliorando il suo record di 5–12 della stagione dopo una vittoria nella settimana 13 contro i Cleveland Browns. Dopo una vittoria in una gara combattuta contro i Giants il 31 dicembre, i Rams si assicurono matematicamente una stagione con più vittorie che sconfitte, la quinta degli ultimi sei anni. Una sconfitta dei Seattle Seahawks qualche ora dopo assicurò al club il ritorno ai playoff dopo un anno di assenza. Nel turno delle wild card, i Rams persero contro i Detroit Lions, guidati dal loro ex quarterback Jared Goff.
Per la prima volta dal 2019, Jalen Ramsey non fece parte del roster, essendo stato scambiato con i Miami Dolphins per una scelta del terzo giro del draft e il tight end Hunter Long. La squadra disse anche addio dopo una sola stagione al linebacker Bobby Wagner che fece ritorno ai rivali dei Seattle Seahawks con un contratto di un anno.

## Scelte nel Draft 2023
| Scelte dei Rams nel Draft 2023 |        |                           |                         |                         |                      |
| Giro                           | Scelta | Giocatore                 | Ruolo                   | College                 | Note                 |
| 2                              | 36     | Steve Avila               | OG                      | TCU                     |                      |
| 3                              | 69     | Scambiata con Houston     | Scambiata con Houston   | Scambiata con Houston   |                      |
| 3                              | 73     | Scambiata con NY Giants   | Scambiata con NY Giants | Scambiata con NY Giants |                      |
| 3                              | 77     | Byron Young               | DE                      | Tennessee               | da Miami             |
| 3                              | 89     | Kobie Turner              | DT                      | Wake Forest             | da NY Giants         |
| 4                              | 128    | Stetson Bennett           | QB                      | Georgia                 | da NY Giants         |
| 5                              | 161    | Nick Hampton              | LB                      | Appalachian State       | da Houston           |
| 5                              | 167    | Scambiata con Houston     | Scambiata con Houston   | Scambiata con Houston   |                      |
| 5                              | 171    | Scambiata con Tampa Bay   | Scambiata con Tampa Bay | Scambiata con Tampa Bay |                      |
| 5                              | 174    | Warren McClendon          | OT                      | Georgia                 | from Houston         |
| 5                              | 175    | avis Allen                | TE                      | Clemson                 | da Tampa Bay         |
| 5                              | 177    | Puka Nacua                | WR                      | BYU                     | Scelta compensatoria |
| 6                              | 182    | Tre'Vius Hodges-Tomlinson | CB                      | TCU                     |                      |
| 6                              | 189    | Ochaun Mathis             | DE                      | Nebraska                | da Tennessee         |
| 6                              | 191    | Scambiata con Houston     | Scambiata con Houston   | Scambiata con Houston   |                      |
| 6                              | 215    | Zach Evans                | RB                      | Ole Miss                | da Washington        |
| 7                              | 223    | Ethan Evans               | P                       | Wingate                 |                      |
| 7                              | 234    | Jason Taylor II           | S                       | Oklahoma State          | da Pittsburgh        |
| 7                              | 252    | Scambiata con Buffalo     | Scambiata con Buffalo   | Scambiata con Buffalo   |                      |
| 7                              | 259    | Desjuan Johnson           | DE                      | Toledo                  | da Houston           |

## Staff
| Staff dei Los Angeles Rams |
| --- |
| Organi dirigenziali - Proprietario/Chairman: Stan Kroenke - COO/Vice presidente esecutivo delle operazioni del football – Kevin Demoff - General manager – Les Snead - Vice presidente dell'amministrazione del football – Tony Pastoors - Direttore delle operazioni del football – Sophie Harlan - Dirigenti del personale senior – Brian Xanders e Ray Farmer - Consulente del personale senior – Taylor Morton - Assistente del direttore degli osservatori del college – Ted Monago - Assistente del direttore degli osservatori dei professionisti – John McKay - Direttore della gestione del draft – J.W. Jordan - Direttore dell'ingaggio dei giocatori – Jacques McClendon Capo allenatore - Capo-allenatore – Sean McVay - Assistente//tight end – Thomas Brown Altri allenatori - Preparatore atletico – Justin Lovett - Assistente p.a. – Fernando Noriega - Assistente p.a. – Dustin Woods Allenatori dell'attacco - Coordinatore offensivo – Liam Coen - Assistente quarterback – Zac Robinson - Running back – Ra'Shaad Samples - Wide receiver – Eric Yarber - Offensive line – Kevin Carberry - Assistente attacco – Nick Jones - Assistente attacco – Zak Kromer - Assistente attacco – Jake Peetz - Assistente attacco – Greg Olson Allenatori della difesa - Coordinatore difensivo – Raheem Morris - Gioco sulle corse/defensive line – Eric Henderson - Assistente defensive line – Skyler Jones - Linebacker – Chris Shula - Inside linebacker – Chris Beake - Assistente linebackers – Thad Bogardus - Assistente secondary – Jonathan Cooley - Coaching fellowship – Lance Schulters Allenatori dello special team - Coordinatore dello special team: Joe DeCamillis - Assistente special team – Jeremy Springer - Assistente allenatore senior – John Bonamego |

## Roster
| Roster dei Los Angeles Rams |
| --- |
| Quarterback - 11 Brett Rypien - 9 Matthew Stafford Running Back - 21 Zach Evans - 20 Ronnie Rivers - 23 Kyren Williams Wide Receiver - 5 Tutu Atwell - 12 Van Jefferson - 17 Puka Nacua - 15 Demarcus Robinson - 18 Ben Skowronek Tight End - 87 Davis Allen - 89 Tyler Higbee - 88 Brycen Hopkins Offensive Linemen - 55 Brian Allen C - 72 Tremayne Anchrum G - 73 Steve Avila G - 69 Kevin Dotson G - 79 Rob Havenstein T - 77 Alaric Jackson T - 71 Warren McClendon T - 70 Joseph Noteboom G - 65 Coleman Shelton C - 57 Zachary Thomas T Defensive Linemen - 95 Bobby Brown III NT - 90 Earnest Brown IV DE - 99 Aaron Donald DT - 94 Desjuan Johnson DE - 52 Larrell Murchison DT - 91 Kobie Turner NT - 92 Jonah Williams NT Linebacker - 31 Nick Hampton OLB - 97 Michael Hoecht OLB - 35 Jake Hummel ILB - 53 Ernest Jones ILB - 59 Troy Reeder ILB - 56 Christian Rozeboom ILB - 51 Zach VanValkenburg OLB - 0 Byron Young OLB Defensive Back - 14 Cobie Durant CB - 4 Jordan Fuller S - 43 John Johnson S - 1 Derion Kendrick CB - 37 Quentin Lake S - 26 Duke Shelley CB - 6 Tre Tomlinson CB - 44 Ahkello Witherspoon CB - 2 Russ Yeast S Special Team - 42 Ethan Evans P - 8 Brett Maher K - 47 Alex Ward LS Lista delle riserve - 13 Stetson Bennett QB (NF-Ill.) - 10 Cooper Kupp WR (IR) - 84 Hunter Long TE (IR) - 32 Ochaun Mathis OLB (IR) - 25 Jason Taylor II SS (IR) Squadra di allenamento - 61 A.J. Arcuri T - 60 Logan Bruss G - 93 Marquise Copeland DT - 98 Cory Durden DT - 82 Miller Forristall TE - 24 Royce Freeman RB - 34 Tanner Ingle SS - 16 Tyler Johnson WR - 83 Nikola Kalinic TE - 68 Mike McAllister C - 41 Cameron McCutcheon CB - 63 Grant Miller G - 22 Michael Ojemudia CB - 19 Xavier Smith WR - 96 Keir Thomas OLB - 81 Austin Trammell WR Roster aggiornato al 23 settembre 2023 50 attivi, 5 inattivi, 16 nella squadra di allenamento |
| Legenda - I rookie sono in corsivo. - Il primo ruolo è il principale mentre gli eventuali successivi indicano i ruoli secondari. - (IR) sta per Injured Reserve ed indica la lista ristretta per un solo giocatore infortunato che può tornare ad allenarsi dopo la settimana 6 e a rientrare in prima squadra dopo che questa ha giocato 8 partite. - (NF-Inj.) / (NF-Ill.) stanno rispettivamente per Non-Football Injured e Non-Football Illness ed indicano le liste dove viene inserito un giocatore che ha un infortunio o una malattia non dipendente dal football americano. - (PUP) sta per Physically Unable to Perform ed indica la lista dove viene inserito un giocatore mentre è in attesa di recuperare la condizione fisica. Nella stagione regolare dopo la sesta partita giocata dalla propria squadra, il giocatore ha tempo tre settimane per riprendere ad allenarsi, più tre settimane aggiuntive dal suo rientro agli allenamenti per rientrare in prima squadra. |

## Precampionato
L'11 maggio 2023 furono annunciate le gare del precampionato.
| Precampionato |           |           |                      |           |        |                            |            |         |
| Settimana     | Data      | Ora (PT)  | Avversario           | Risultato | Record | Stadio                     | TV         | Sintesi |
| 1             | 12 agosto | 6:00 p.m. | Los Angeles Chargers | S 17-34   | 0-1    | SoFi Stadium               | KABC (ABC) | Sintesi |
| 2             | 19 agosto | 6:00 p.m. | Las Vegas Raiders    | S 17-34   | 0-2    | SoFi Stadium               | KABC (ABC) | Sintesi |
| 3             | 26 agosto | 6:00 p.m. | @ Denver Broncos     | S 0-41    | 0-3    | Empower Field at Mile High | KABC (ABC) | Sintesi |

## Stagione regolare

### Calendario
Il calendario della stagione regolare 2023 fu reso noto l'11 maggio 2023. Data e orario della gara di settimana 18 furono stabilite il 31 dicembre 2023, dopo lo svolgimento del diciassettesimo turno.
| Stagione regolare |                     |                     |                          |                     |                     |                     |                     |                     |
| Settimana         | Data                | Ora (PT)            | Avversario               | Risultato           | Record              | Stadio              | TV                  | Sintesi             |
| 1                 | 10 settembre        | 1:25 p.m.           | @ Seattle Seahawks       | V 30-13             | 1-0                 | Lumen Field         | Fox                 | Sintesi             |
| 2                 | 17 settembre        | 1:05 p.m.           | San Francisco 49ers      | S 23-30             | 1-1                 | SoFi Stadium        | Fox                 | Sintesi             |
| 3                 | 25 settembre        | 5:15 p.m.           | @ Cincinnati Bengals (M) | S 16-19             | 1-2                 | Paycor Stadium      | ESPN                | Sintesi             |
| 4                 | 1º ottobre          | 10:00 a.m.          | @ Indianapolis Colts     | V 29-23 (DTS)       | 2-2                 | Lucas Oil Stadium   | Fox                 | Sintesi             |
| 5                 | 8 ottobre           | 1:05 p.m.           | Philadelphia Eagles      | S 14-23             | 2-3                 | SoFi Stadium        | Fox                 | Sintesi             |
| 6                 | 15 ottobre          | 1:25 p.m.           | Arizona Cardinals        | V 26-9              | 3-3                 | SoFi Stadium        | Fox                 | Sintesi             |
| 7                 | 22 ottobre          | 1:05 p.m.           | Pittsburgh Steelers      | S 17-24             | 3-4                 | SoFi Stadium        | Fox                 | Sintesi             |
| 8                 | 29 ottobre          | 10:00 a.m.          | @ Dallas Cowboys         | S 20-43             | 3-5                 | AT&T Stadium        | Fox                 | Sintesi             |
| 9                 | 5 novembre          | 10:00 a.m.          | @ Green Bay Packers      | S 3-20              | 3-6                 | Lambeau Field       | Fox                 | Sintesi             |
| 10                | Settimana di riposo | Settimana di riposo | Settimana di riposo      | Settimana di riposo | Settimana di riposo | Settimana di riposo | Settimana di riposo | Settimana di riposo |
| 11                | 19 novembre         | 1:25 p.m.           | Seattle Seahawks         | V 17-16             | 4-6                 | SoFi Stadium        | CBS                 | Sintesi             |
| 12                | 26 novembre         | 1:05 p.m.           | @ Arizona Cardinals      | V 37-14             | 5-6                 | State Farm Stadium  | Fox                 | Sintesi             |
| 13                | 3 dicembre          | 1:25 p.m.           | Cleveland Browns         | V 36-19             | 6-6                 | SoFi Stadium        | Fox                 | Sintesi             |
| 14                | 10 dicembre         | 10:00 a.m.          | @ Baltimore Ravens       | S 31-37 (DTS)       | 6-7                 | M&T Bank Stadium    | Fox                 | Sintesi             |
| 15                | 17 dicembre         | 1:05 p.m.           | Washington Commanders    | V 28-20             | 7-7                 | SoFi Stadium        | CBS                 | Sintesi             |
| 16                | 21 dicembre         | 5:15 p.m.           | New Orleans Saints (T)   | V 30-22             | 8-7                 | SoFi Stadium        | Prime Video         | Sintesi             |
| 17                | 31 dicembre         | 10:00 a.m.          | @ New York Giants        | V 26-25             | 9-7                 | MetLife Stadium     | Fox                 | Sintesi             |
| 18                | 7 gennaio           | 1:25 p.m.           | @ San Francisco 49ers    | V 21-20             | 10-7                | Levi's Stadium      | Fox                 | Sintesi             |

Note:
- Gli avversari della propria division sono in grassetto.
- Il simbolo "@" indica una partita giocata in trasferta.
- (M) indica il Monday Night Football e (T) il Thursday Night Football.

## Play-off
Al termine della stagione regolare i Rams arrivarono secondi nella NFC West con un record di 10 vittorie e 7 sconfitte, qualificandosi ai play-off con la testa di serie numero 6.
| Play-off  |            |           |                     |           |        |            |     |         |
| Turno     | Data       | Ora (PT)  | Avversario (seed)   | Risultato | Record | Stadio     | TV  | Sintesi |
| Wild Card | 14 gennaio | 5:00 p.m. | @ Detroit Lions (3) | S 23-24   | 0-1    | Ford Field | NBC | Sintesi |

## Premi

### Premi settimanali e mensili
- Puka Nacua

rookie della settimana 2
rookie della settimana 4
rookie della settimana 7
giocatore offensivo della NFC della settimana 16
rookie della settimana 16
rookie offensivo del mese dicembre/gennaio
- Byron Young

rookie della settimana 6
- Ethan Evans:

giocatore degli special team della NFC della settimana 11
- Kyren Williams:

giocatore offensivo della NFC della settimana 12
- Kobie Turner:

rookie difensivo del mese dicembre/gennaio